# Alto de Velefique
L'Alto de Velefique, ou Puerto de Velefique, est un col de montagne menant à 1 791 mètres d'altitude au sommet de la commune de Velefique, dans la sierra des Filabres en Andalousie.

## Cyclisme
Il a été parcouru lors de la 12e étape du Tour d'Espagne 2009. Il était également à l'arrivée de la 9e étape du Tour d'Espagne 2021, remportée par Damiano Caruso alors qu'Enric Mas et Primož Roglič, le maillot rouge, parvenaient à distancer les autres favoris.